# Waymo

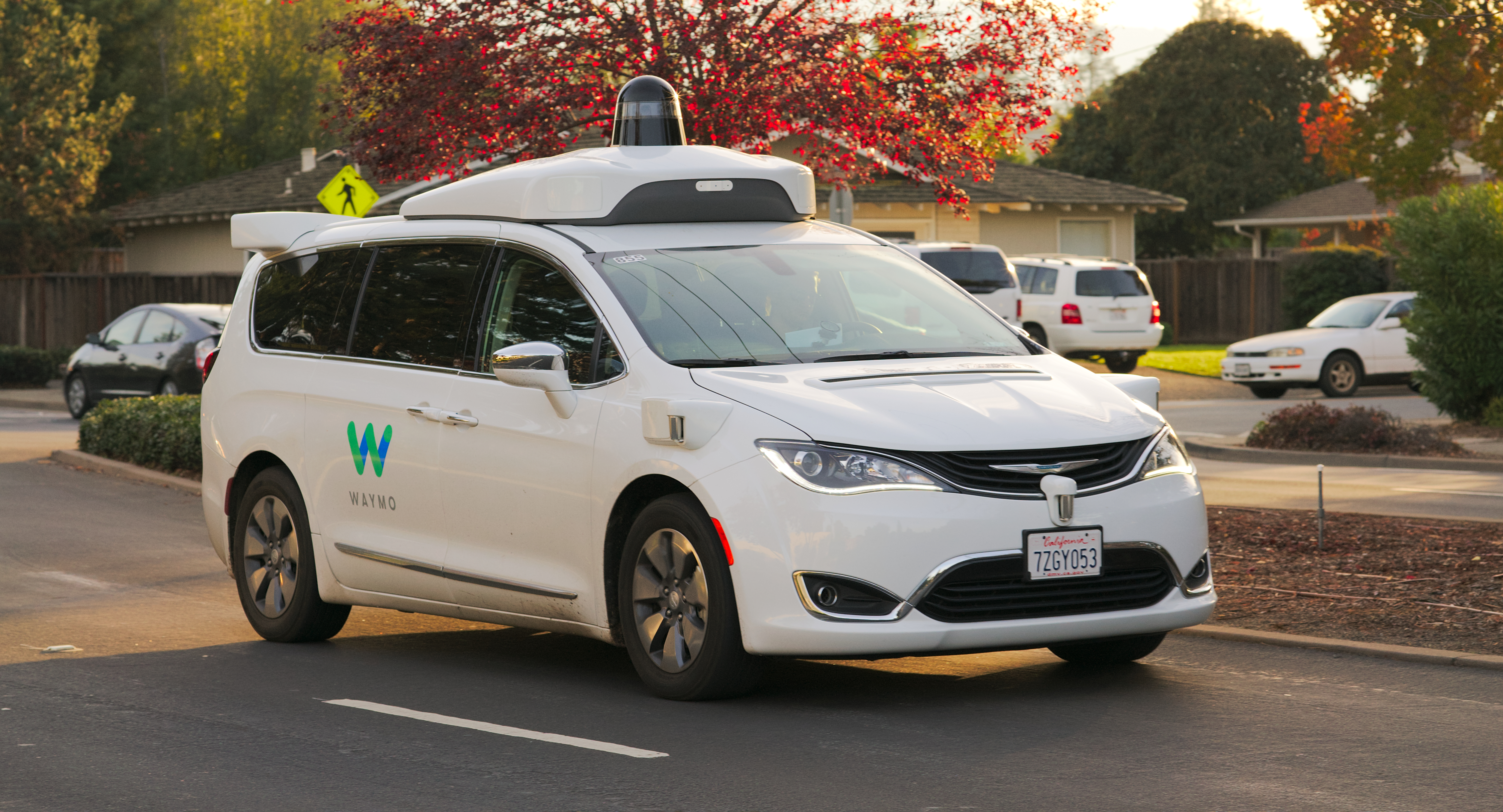
Waymo Chrysler Pacifica Hybrid проходить тестування в районі затоки Сан-Франциско

Waymo LLC, раніше відома як Google Self-Driving Car Project — американська компанія з технологій автономного водіння. Штаб-квартира знаходиться в Маунтін-В'ю, Каліфорнія. Є дочірньою компанією Alphabet Inc.
Waymo надає комерційні послуги роботаксі у Фінікс, і Сан-Франциско. У жовтні 2020 року вона стала першою службою робототаксі, яка пропонує населенню послуги без водіїв в автомобілі.
Waymo керують співвиконавчі директори Текедра Мавакана та Дмитро Долгов. Компанія залучила 5,5 мільярдів доларів у кількох зовнішніх раундах фінансування. Waymo співпрацює з кількома виробниками транспортних засобів, зокрема Stellantis, Mercedes-Benz Group AG, Lyft, AutoNation, Avis, Intel, Jaguar Land Rover, і Volvo.

## Історія
Розробка Google технології автономного водіння почалася 17 січня 2009 року в лабораторії Google X, якою керує співзасновник Сергій Брін. Проект був запущений Себастьяном Труном, колишнім директором Стенфордської лабораторії штучного інтелекту (SAIL), і Ентоні Левандовскі, засновником 510 Systems і Anthony's Robots.
До роботи в Google Трун і 15 інженерів, у тому числі Дмитро Долгов, Ентоні Левандовскі та Майк Монтемерло, співпрацювали над проектом технології цифрового картографування для SAIL під назвою VueTool. Багато членів команди познайомилися на змаганнях DARPA Grand Challenge 2005 року, де Тран і Левандовскі мали команди, які змагалися у змаганнях з роботизованими безпілотними автомобілями. У 2007 році компанія Google найняла всю команду VueTool, щоб допомогти вдосконалити технологію Google Street View.

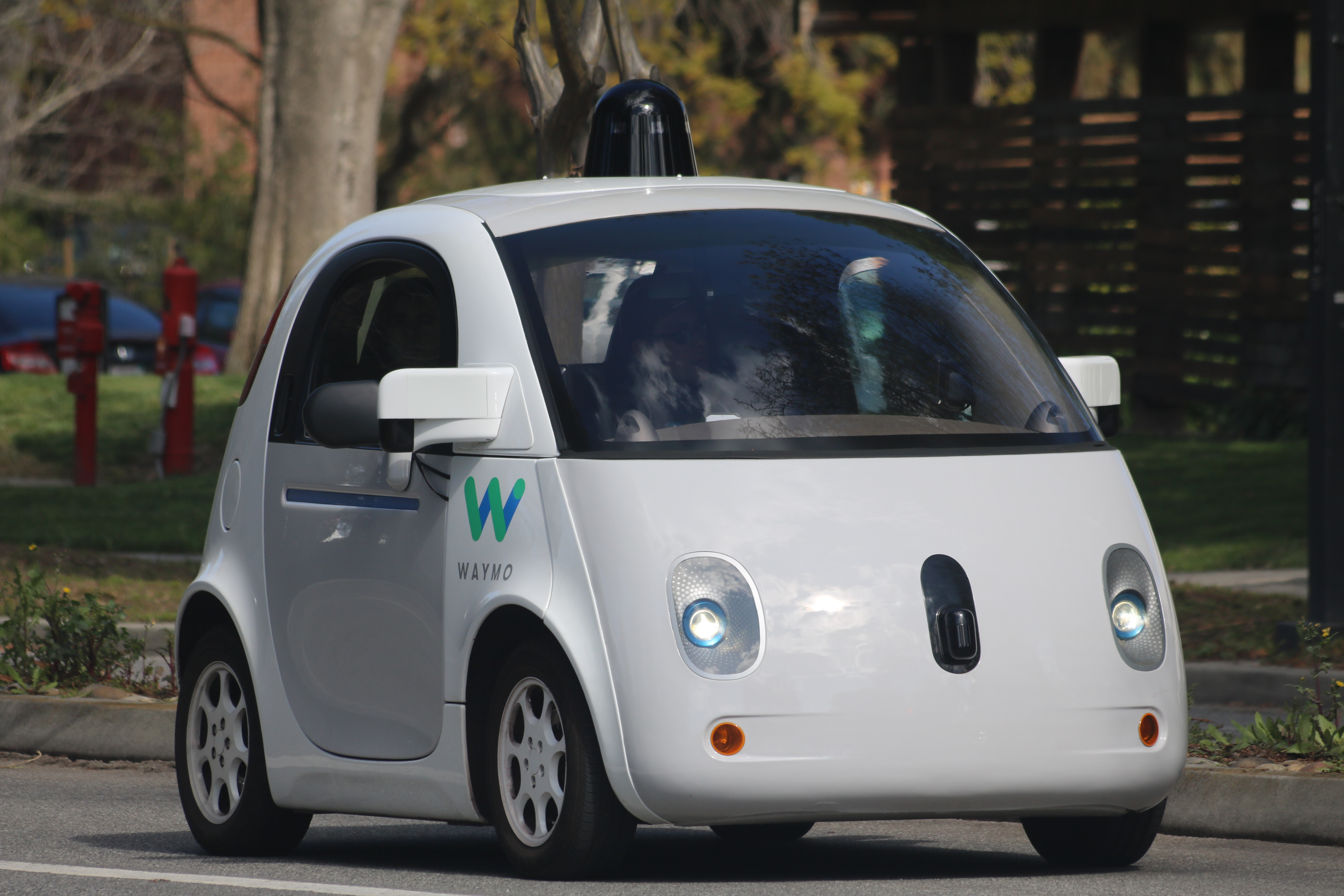
Безпілотний автомобіль Firefly Waymo

## Проект Водій
Після майже двох років дорожніх випробувань семи транспортних засобів, 9 жовтня 2010 року New York Times оголосила про його існування. Того ж дня пізніше Google оголосив про свою ініціативу.
Починаючи з 2010 року, законодавці в різних штатах висловлювали занепокоєння щодо того, як регулювати автономні транспортні засоби. Відповідний закон штату Невада набув чинності 1 березня 2012 року. Google лобіював такі закони. Модифікований Prius був ліцензований Департаментом автомобільних транспортних засобів Невади (DMV) у травні 2012 року. Автомобіль «керував» Кріс Урмсон з Ентоні Левандовскі на пасажирському сидінні. Це була перша в США ліцензія на безпілотний автомобіль.
У січні 2014 компанія Google отримала патент на транспортну послугу, що фінансується за рекламу, яка включала автономні транспортні засоби як спосіб пересування. Наприкінці травня Google показала автономний прототип, який не мав керма, педалі газу та гальма. У грудні вони представили прототип Firefly, який планували випробувати на дорогах району затоки Сан-Франциско на початку 2015 року.

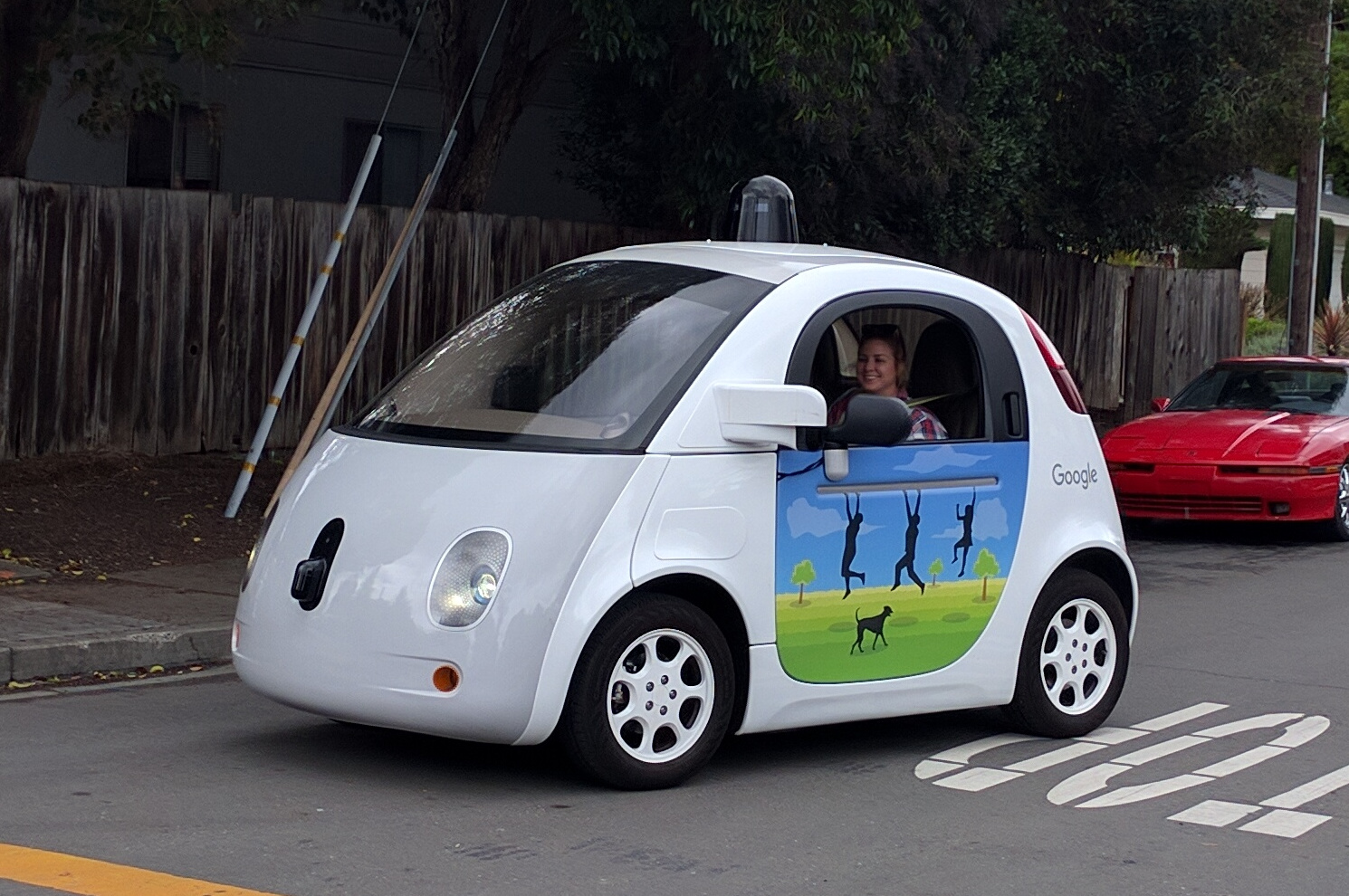
Безпілотний автомобіль із попереднім брендом Google

У 2015 році Левандовський покинув проект. У серпні 2015 року Google найняв колишнього керівника Hyundai Motor Джона Крафчіка на посаду генерального директора. Восени 2015 року Google надав «першу в світі повністю безпілотну поїздку по дорогах загального користування» сліпому другові головного інженера Натаніеля Ферфілда. Поїздку взяв Стів Махан, колишній генеральний директор Центру сліпих Санта-Клара-Веллі в Остіні, штат Техас. Це була перша повністю автономна поїздка дорогою загального користування. Його не супроводжував водій-випробувач чи супровід поліції. В машині не було ні керма, ні напольних педалей. До кінця 2015 року Проект Водій подолав понад мільйон миль.
З 2009 по 2015 рік Google витратив на проект 1,1 мільярда доларів. Для порівняння: придбання Cruise Automation компанією General Motors у березні 2016 року, як повідомлялося, коштувало трохи більше 500 мільйонів доларів, а придбання Uber Otto в серпні 2016 року було за 680 мільйонів доларів.

## Waymo
У травні 2016 року Google і Stellantis оголосили про замовлення 100 гібридних мінівенів Chrysler Pacifica для тестування технології автономного водіння. У грудні 2016 року проект був перейменований у Waymo та виділений із Google у складі Alphabet. Назва походить від «a new way forward in mobility» «новий шлях у мобільності». У травні 2016 року компанія відкрила технологічний центр площею 53 000 футів2 у Новай.
У 2017 році Waymo подав до суду на Uber за нібито крадіжку комерційної таємниці. У жовтні компанія Waymo почала тестувати мінівени без водія на дорогах загального користування в місті Чандлер, штат Аризона. У 2017 році Waymo представила нові датчики та чіпи, які є дешевшими у виробництві, камери, які покращують видимість, і склоочисники для очищення системи лідарів. На початку програми безпілотних автомобілів вони використовували лідарну систему вартістю 75 000 доларів від Velodyne. У 2017 році вартість знизилася приблизно на 90 відсотків, оскільки Waymo перейшла на власний лідар. Waymo застосувала свою технологію до різних автомобілів, зокрема Prius, Audi TT, Fiat, Chrysler Pacifica та Lexus RX450h. Waymo співпрацює з Lyft у пілотних проектах і розробці продуктів. У 2017 році компанія Waymo замовила ще 500 гібридів Pacifica.

## Технології

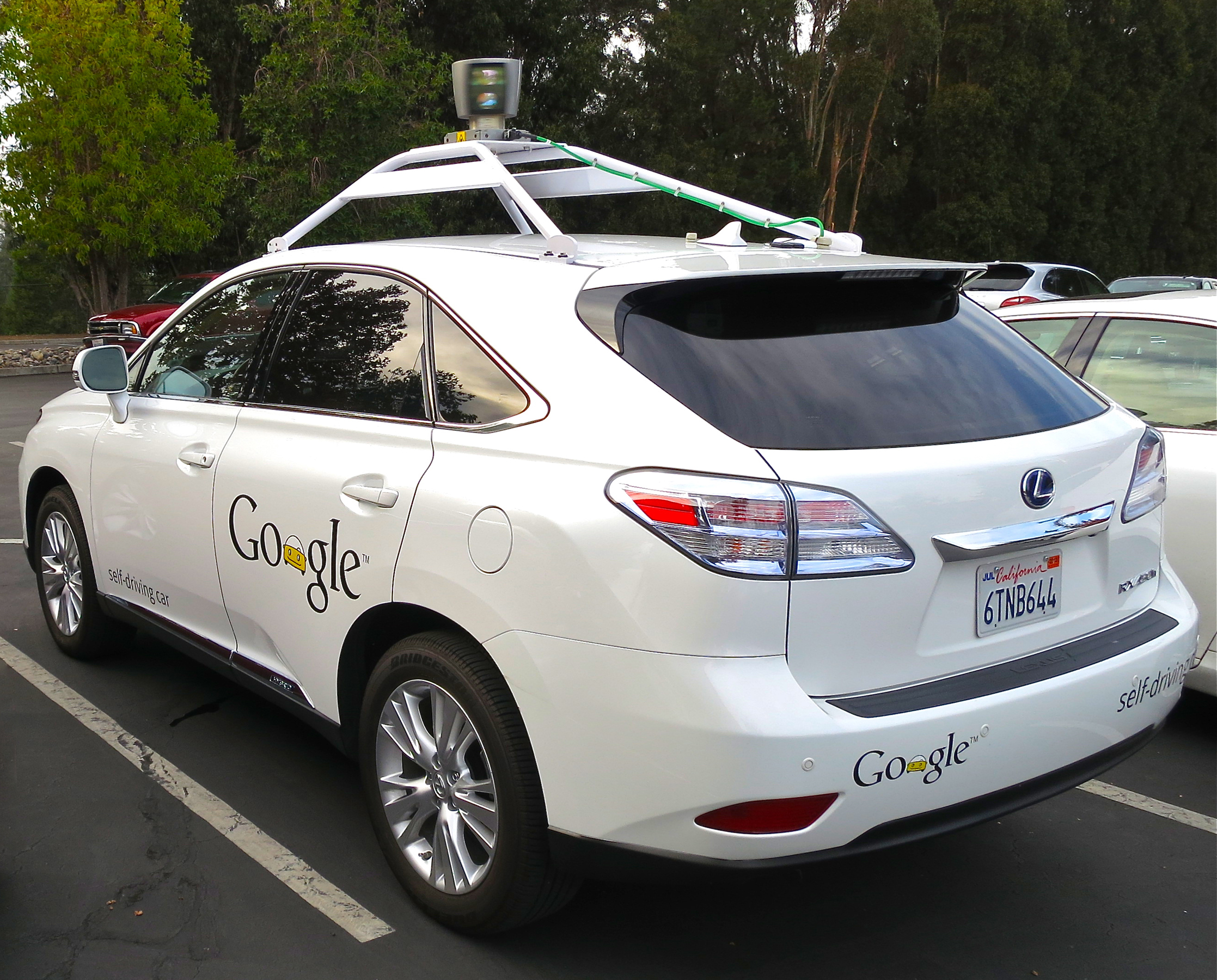
Lexus RX450h, модернізований Google для свого проекту безпілотного автомобіля

Waymo виробляє набір автономного обладнання, розробленого власними силами. Сюди входять датчики та вдосконалена апаратна система зору, радар і лідар.
Датчики забезпечують огляд на 360 градусів, а лідар виявляє об’єкти на відстані до 300 метрів. Лідар ближнього радіусу дії відображає об’єкти поблизу транспортного засобу, тоді як радар використовується для огляду інших транспортних засобів і відстеження об’єктів, що рухаються.
Архітектура Waymo з глибоким навчанням VectorNet прогнозує траєкторії транспортних засобів у складних сценаріях руху. Вона використовує графову нейронну мережу для моделювання взаємодії між транспортними засобами та демонструє найсучаснішу продуктивність на кількох контрольних наборах даних для прогнозування траєкторії.

## Подальше читання
- Episode Exe006: Sebastian Thrun, Director, Stanford Artificial Intelligence Laboratory. {{cite episode}}: Зовнішнє посилання в |archive-date= (довідка); |archive-date= вимагає |archive-url= (довідка); Вказано більш, ніж один |archivedate= та |archive-date= (довідка); Пропущений або порожній |series= (довідка)Обслуговування CS1: Сторінки з параметром url-status, але без параметра archive-url (посилання)
- Lin, Patrick (30 липня 2013). The Ethics of Saving Lives with Autonomous Cars Are Far Murkier Than You Think. Wired. Процитовано 24 серпня 2013.
- Marcus, Gary (27 листопада 2012). Moral Machines. The New Yorker. Процитовано 24 серпня 2013.
- Muller, Joann (27 травня 2013). Silicon Valley vs. Detroit: The Battle for the Car of the Future. Forbes.
- Stock, Kyle (3 квітня 2014). The Problem with Self-Driving Cars. Bloomberg Businessweek. Архів оригіналу за 4 квітня 2014. Процитовано 6 квітня 2014.
- Walker Smith, Bryant (1 листопада 2012), Automated Vehicles Are Probably Legal in the United States, Stanford Law School, процитовано 24 серпня 2013